# دهستان ده پایین
دهستان ده پایین، یکی از دهستان‌های بخش مرکزی شهرستان ایلام در استان ایلام ایران است. مرکز این دهستان، روستای چال‌سرا است.

## جمعیت
بر پایه سرشماری عمومی نفوس و مسکن در سال ۱۳۹۵، جمعیت دهستان ده پایین برابر با ۱۳٬۷۲۶ نفر بوده‌است.